# Білий слон (ідіома)

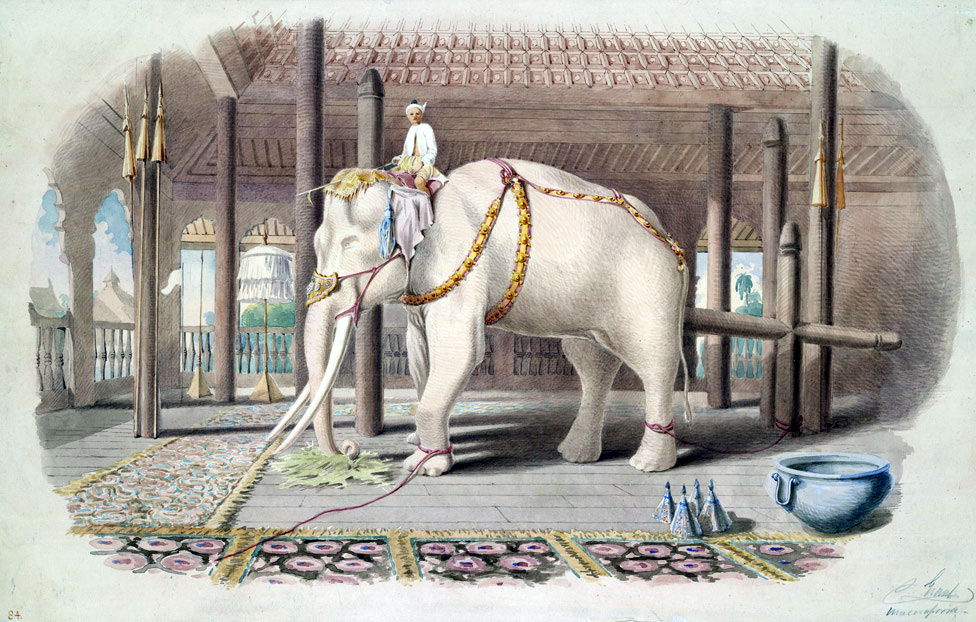
Білий слон

Білий слон (англ. white elephant) — фразеологізм в англійській мові, що визначає щось надзвичайно дороге, але непрактичне й безглузде.
Походження виразу пов'язане з легендою, за якою король Сіаму дарував неугодним йому особам білого слона. Білі слони вважалися священними тваринами і не могли експлуатуватися, тож утримання слона розоряло обдаровуваного.
В біржовій практиці вираз «білий слон» позначає операцію, витрати якої наперед перевищують очікуваний прибуток.
Український аналог: «валіза без ручки». 

## У мистецтві
- Марк Твен, оповідання «Викрадення білого слона»
- Ернест Гемінґвей, оповідання «Білі слони»